# Gleb Struve
Gleb Petrovič Struve (in russo Глеб Петрович Струве?) (San Pietroburgo, 1º maggio 1898 – Berkeley, 4 giugno 1985) è stato uno scrittore, saggista, critico letterario e storico russo, appartenente alla famiglia di letterati Struve. Suo padre era il filosofo ed economista Pëtr Berngardovič Struve, e suo nipote è un altro eminente scrittore, Nikita Struve.

## Biografia
Originario di San Pietroburgo, si unì all'esercito di volontari nel 1918. Nello stesso anno fuggì in Finlandia, poi in Inghilterra, dove seguì corsi di studi presso il Balliol College di Oxford fino al 1921. Fu lì che incontrò Vladimir Nabokov, con il quale rimase in rapporti amichevoli e regolarmente corrisposto fino alla morte del romanziere. Struve ha lavorato come giornalista a Berlino tra il 1921-1924 ed a Parigi fino al 1932.
Nel 1932, Struve ha sostituito Dmitrij Petrovič Mirskij alla Scuola di Studi Slavi presso University College London (UCL), per trasferirsi, poi, presso la Università della California a Berkeley . Il numero di pubblicazioni di Struve si aggira intorno alle 900 opere, tra cui molte importanti edizioni di opere di grandi autori russi che erano stati vietati in Unione Sovietica , come Anna Achmatova, Nikolai Gumilev, Marina Cvetaeva, e Osip Mandel'stam.

## Pubblicazioni (elenco parziale)
- Struve, Gleb. Storia della letteratura sovietica da Lenin a Stalin, 1917-1953. Trad.dall'inglese di S.Bernardini. Milano, Garzanti 1977, cm.15,5x22,5, pp.511